# Chevron B24
La Chevron B24 è una monoposto da Formula 5000 realizzata dalla casa britannica Chevron nel 1972.

## Sviluppo

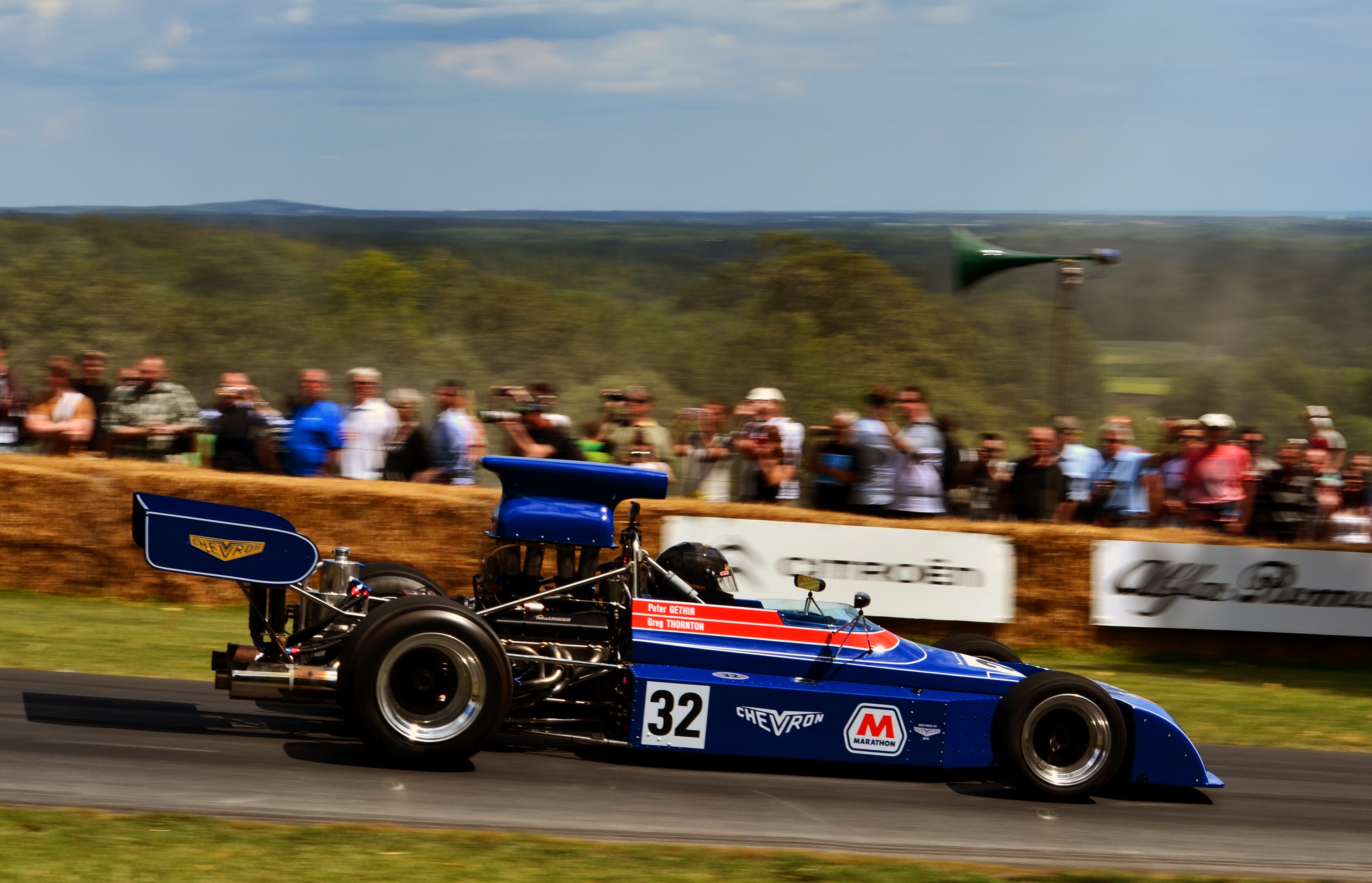
La B24 a Goodwood nel 2014

La vettura venne progettata dal team inglese per partecipare alle gare riservate alle Formula 5000 a partire dal 1972.

## Tecnica
Come propulsore il mezzo impiegava un Chevrolet V8 da 550 cv di potenza gestito da un cambio manuale Hewland a cinque rapporti. Il corpo vettura era costruito in fibra di vetro e alluminio per contenere il peso complessivo, mentre il telaio era in configurazione tubolare realizzato in alluminio.

## Attività sportiva
La vettura ottenne numerosi successi durante la sua carriera agonistica, tra cui la conquista dalla Race of Champions di Brands Hatch con il pilota Peter Gethin.